# Nikanoria stepicola
Nikanoria stepicola är en stekelart som beskrevs av Zerova 1978. Nikanoria stepicola ingår i släktet Nikanoria och familjen kragglanssteklar.
Artens utbredningsområde är Ukraina. Inga underarter finns listade i Catalogue of Life.